# راسكبيل

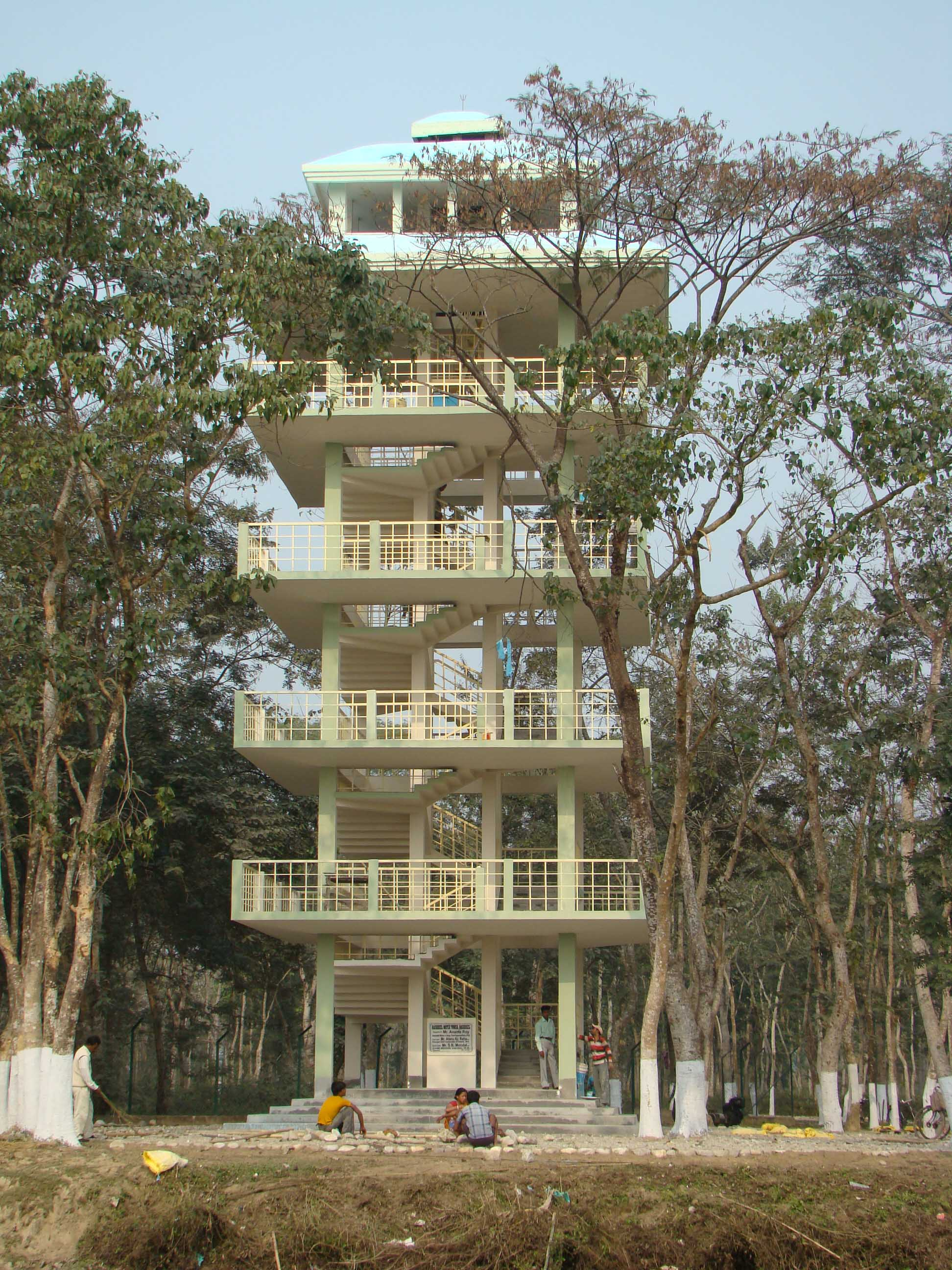
برج الساعة في راسكبيل

راسكبيلهي بحيرة صغيرة تقع في منطقة كوتش بيهار في ولاية بنغال الغربية، الهند. هذه البحيرة تجذب الكثير من الطيور التي تصنع أعشاشها في الأشجار التي تقع حول البحيرة.ومن أصناف الطيور التي تعيش في وحول البحيرة هي غاقيات أو كما تسمى طيور الغاق، وأصناف مختلفة من لقلق،أبو منجل أو كما تسمى عنز الماء (لأن شكله يشبه الماعز، أبو ملعقة، رفراف النهر، ببغاء، بوميات وغيرها الكثير. هناك حديقة للغزلان ومركز إعادة التأهيل للتماسيح بجانب البحيرة. وهناك أيضا منزل للفهود، بيت للثعابين، قفص أو برج للطيور ومركز لانقاذ السلاحف.وهناك طيور مائية أخرى تعيش في هذه البحيرة.

## موقعها
راسكبيل تبعد ساعة ونصف من بلدة تقع في منطقة كوتش بيهار تسمى تافانغانج. كما تبعد 74 كم عن مدينة أليبوردور. وتقع أقرب محطة للسكك الحديدية في نيو كوتش بيهار على بعد 35 كم.وكذالك تتوفر سيارات للإيجار في المحطة

## معرض الصور

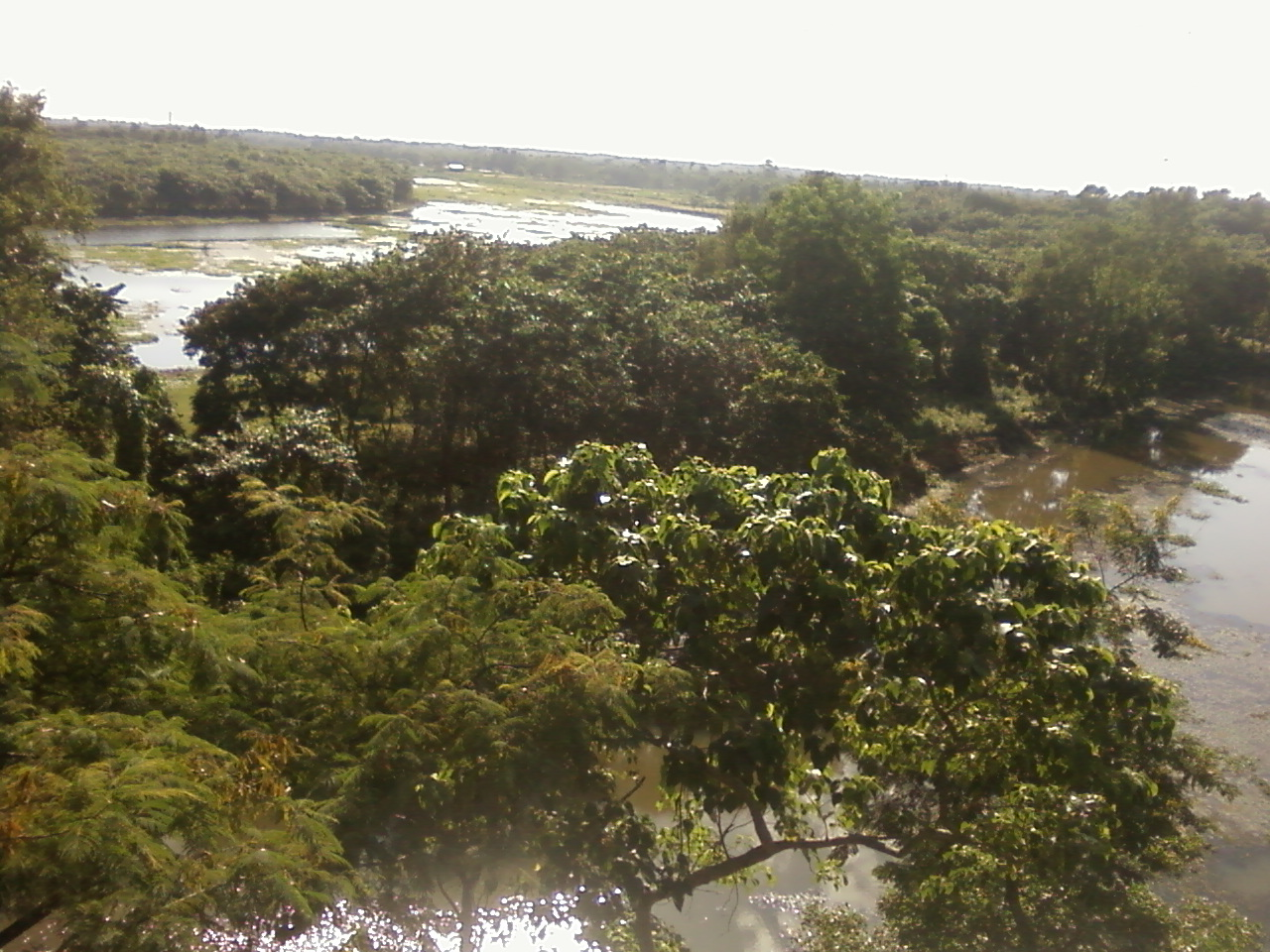
صورة من راسكبيل
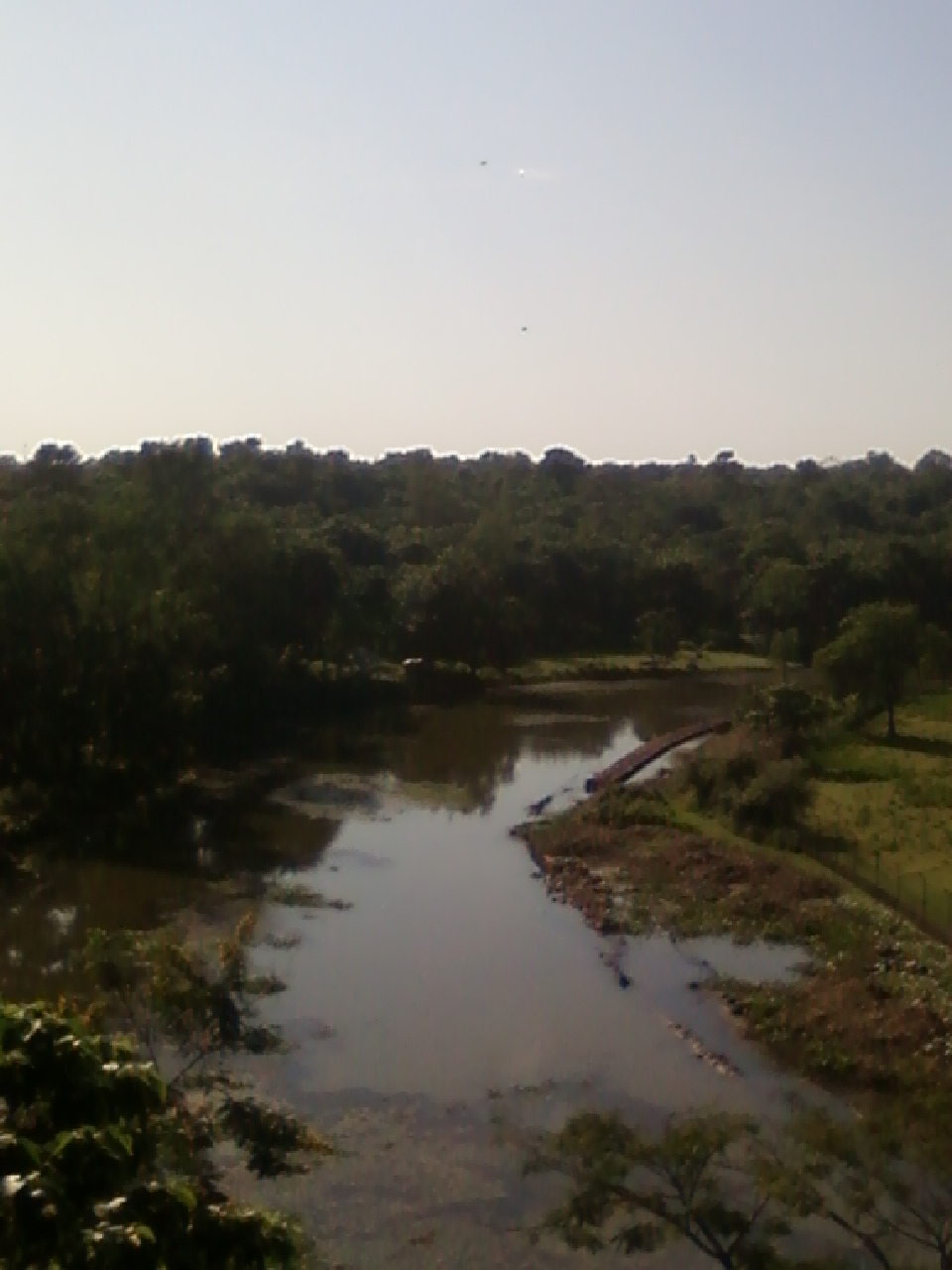
مسكن الطيور في راسكبيل
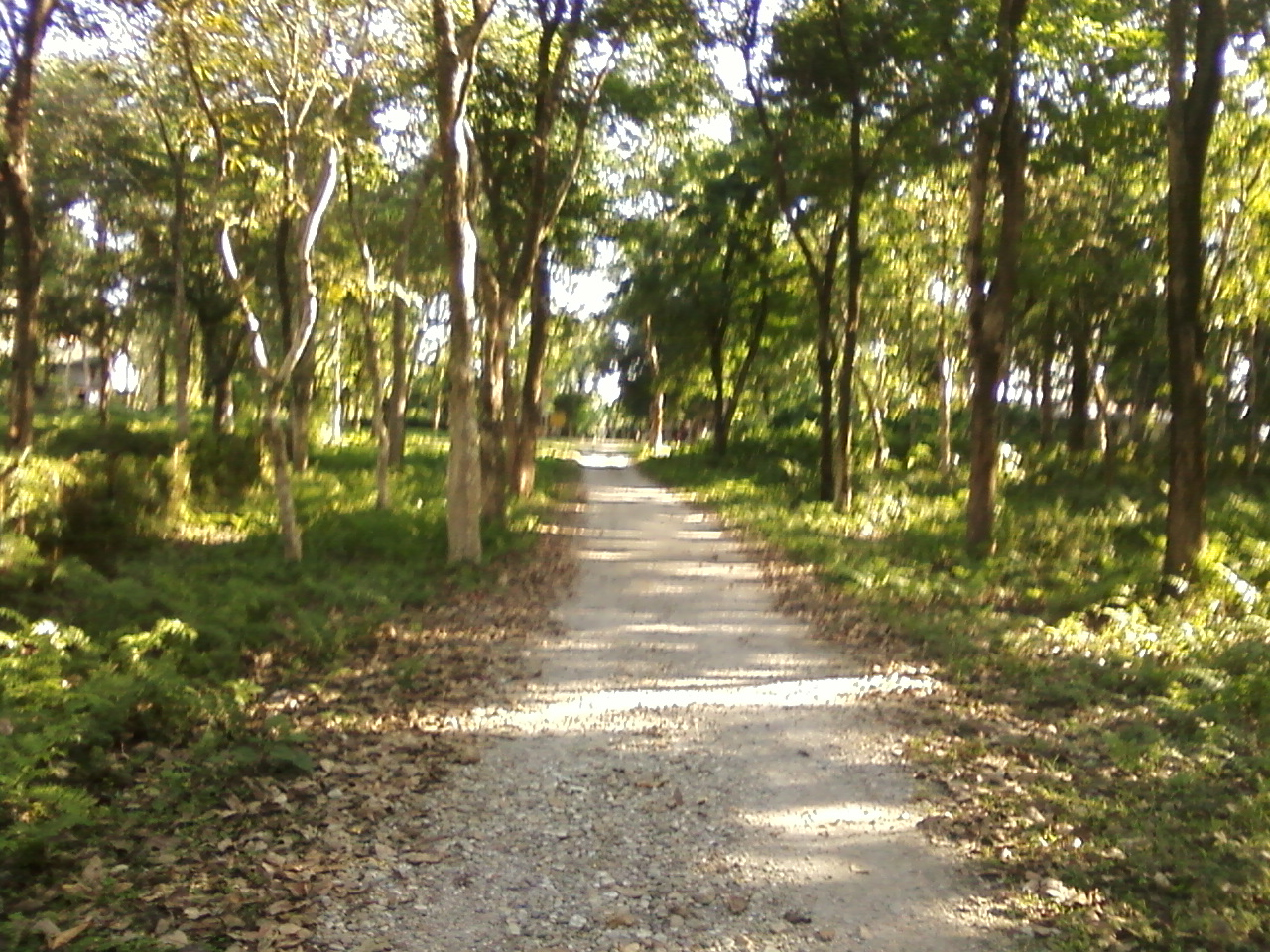
طريق في راسكبيل